# Love, Honor and Obey
Love, Honor and Obey er en amerikansk stumfilm fra 1920 af Leander de Cordova.

## Medvirkende
- Wilda Bennett som Conscience Williams
- Claire Whitney som Marion Holbury
- Henry Harmon som William Williams
- Kenneth Harlan som Stuart Emmett
- George Cowl som Eben Tollman
- E. J. Radcliffe som Jack Holbury